# Yanchao
Yanchao (chiń. upr. 燕巢区; chiń. trad. 燕巢區; pinyin Yàncháo qū; Wade-Giles Yen-ch’ao ch’ü) – dzielnica (chiń. 區, qū) w rejonie Gangshan miasta wydzielonego Kaohsiung na Tajwanie. 
23 czerwca 2009 komitet przy Ministrze Spraw Wewnętrznych Republiki Chińskiej zarekomendował scalenie dotychczasowego powiatu Kaohsiung (chiń. trad. 高雄縣; pinyin Gāoxióng xiàn) i miasta wydzielonego Kaohsiung (chiń. trad. 高雄直轄市; pinyin Gāoxióng zhíxiáshì) w jedno miasto wydzielone; wszystkie gminy wiejskie (chiń. 鄉, xiāng), jak Yanchao, miejskie oraz miasta wchodzące w skład powiatu zostały przekształcone w dzielnice (chiń. 區, qū). Ustawa weszła w życie 25 grudnia 2010 roku.
Populacja dzielnicy Yanchao w 2016 roku liczyła 29 960 mieszkańców – 14 114 kobiet i 15 846 mężczyzn. Liczba gospodarstw domowych wynosiła 10 453, co oznacza, że w jednym gospodarstwie zamieszkiwało średnio 2,87 osób.

## Demografia (2011–2016)
| Rok  | Liczba ludności | Gęstość zaludnienia | Kobiety | Mężczyźni | Gospodarstwa domowe |
| ---- | --------------- | ------------------- | ------- | --------- | ------------------- |
| 2011 | 30 941          | 473                 | 14 442  | 16 499    | 10 147              |
| 2012 | 30 758          | 470                 | 14 422  | 16 336    | 10 176              |
| 2013 | 30 542          | 467                 | 14 319  | 16 223    | 10 259              |
| 2014 | 30 397          | 464                 | 14 281  | 16 116    | 10 340              |
| 2015 | 30 124          | 460                 | 14 168  | 15 956    | 10 395              |
| 2016 | 29 960          | 458                 | 14 114  | 15 846    | 10 453              |